# Marie Tussaud
Anna Maria "Marie" Tussaud, född Grosholtz 1 december 1761 i Strasbourg i Frankrike, död 16 april 1850 i London i Storbritannien, var en fransk skulptör. Hon är känd som grundaren till Madame Tussauds i London.

## Biografi
Marie Tussaud var dotter till den franska soldaten Joseph Grosholtz (d. 1761) och Anne-Marie Walder. Hennes far avled strax efter hennes födelse, och hennes mor blev hushållerska hos skulptören Philippe Curtius (1741–1794), som öppnade Cabinet de Portraits En Cire, en firma för vaxporträtt, i Paris år 1765. 
Marie Tussaud studerade skulptering i vax som lärling till sin morbror Philippe Curtius, och anställdes 1777 som skulptör i hans firma. Hon skulpterade porträttfigurer i vax av Voltaire, Jean-Jacques Rousseau och Benjamin Franklin. Hon var en tid anställd för att lära Ludvig XVI:s syster Elisabeth att göra vaxfigurer av helgon. Hon anger i sina memoarer att hon genom denna anställning bodde i slottet Versailles mellan 1780 och 1789, även om detta inte har kunnat bekräftas. 
På grund av sin anställning hos kungafamiljen kom Marie Tussaud att betraktas som rojalist när franska revolutionen bröt ut 1789. Hon arresterades under skräckväldet och dömdes till döden. Hennes huvud rakades som förberedning till avrättning i giljotinen, men räddades från avrättning tack vare ett ingripande av Jean-Marie Collot d'Herbois, som enligt Tussaud hade ingripit tack vare sitt stöd för hennes arbetsgivare Curtius. I utbyte för hennes benådning anställdes hon av regimen för att göra avgjutningar av ett flertal berömda personer före deras avrättning. Hon gjorde vaxporträtt av bland andra Ludvig XVI, Marie Antoinette, Prinsessan de Lamballe, Marat och, efter skräckväldets fall, av Robespierre själv. Hon ärvde Curtius firma efter hans död 1794. Hon gifte sig 1795 med civilingenjören François Tussaud, med vilken hon fick tre barn. 
Efter freden i Amiens 1802 bosatte hon sig i Storbritannien. Hon reste dit för att delta i en utställning, men när freden mellan Frankrike och Storbritannien återigen bröts under hennes vistelse där, stängdes gränserna och hon kunde inte längre återvända till Frankrike utan tvingades bli kvar. Hon turnerade med framgång på de brittiska öarna fram till år 1835, då hon etablerade sig permanent på Baker Street i London, där hon grundade vad som blev Madame Tussauds. 
Hon skrev sina memoarer 1838. Hon lämnade sin firma i arv till sin son François. Flera av hennes vaxskulpturer finns fortfarande bevarade.

## Utmärkelser
Nedslagskratern Tussaud på planeten Venus är uppkallad efter henne.